# ポール・ジアマッティ
ポール・ジアマッティ（Paul Giamatti, 本名: Paul Edward Valentine Giamatti, 1967年6月6日 - ）は、アメリカ合衆国の俳優。

## 生い立ち
コネチカット州ニューヘイブン出身。父親のA・バートレット・ジアマッティ（イタリア系アメリカ人）はイェール大学の学長でMLBコミッショナーを務めた人物で、ポール自身もイェール大学で学ぶ（ジアマッティの出身地ニューヘイブンはイェール大学の所在地である）。母親はアイルランド系アメリカ人。

## キャリア
在学中より舞台に立ち始め、卒業後もブロードウェイなどの舞台に出演したり、テレビに出演したりするようになった。1992年に映画デビュー。
1997年の『プライベート・パーツ』で初となる主要キャストを務め、本人役として主演を務めた人気DJのハワード・スターンから彼のラジオで演技を激賞される。その翌年にはスティーヴン・スピルバーグ監督作『プライベート・ライアン』や、ジム・キャリー主演の『トゥルーマン・ショー』といったハリウッド大作にも出演した。
2000年公開の『Duets』の劇中でアーノルド・マッカラーと二人で「トライ・ア・リトル・テンダネス」を歌った。

2003年の『アメリカン・スプレンダー』で自身初となる主演を務め、インディペンデント・スピリット賞で主演男優賞にノミネートされた。その翌年に公開されたアレクサンダー・ペイン監督作『サイドウェイ』でも主演を務め、ゴールデングローブ賞をはじめとする多数の映画賞に再びノミネートされた。しかし、本作の共演者がアカデミー賞にもノミネートされたのにも関わらず彼自身は候補となれず、そのことに関する議論が起こった。しかし、その翌年のロン・ハワード監督作『シンデレラマン』でアカデミー助演男優賞にノミネートされ、初となるオスカー候補となった。
2008年放送のテレビ映画『ジョン・アダムズ』でエミー賞主演男優賞 (ミニシリーズ・テレビ映画部門)やゴールデングローブ賞主演男優賞(ミニシリーズ・テレビ映画部門)を受賞。更に2011年の『バーニーズ・バージョン ローマと共に』ではゴールデングローブ賞主演男優賞(ミュージカル・コメディ部門)も受賞した。
2023年の『ホールドオーバーズ 置いてけぼりのホリディ』で再びアレクサンダー・ペインとタッグを組み、2度目となるゴールデングローブ賞主演男優賞(ミュージカル・コメディ部門)を受賞。更に自身にとっては初となるアカデミー主演男優賞候補ともなった。

## 私生活
1997年にエリザベス・コーエンと結婚。2001年に長男（サミュエル）が誕生。

## フィルモグラフィ

### 映画
| 年   | 題名                                                                    | 役名                              | 備考                                                                                       | 吹替                                          |
| ---- | ----------------------------------------------------------------------- | --------------------------------- | ------------------------------------------------------------------------------------------ | --------------------------------------------- |
| 1992 | シングルス Singles                                                      | キスする男                        |                                                                                            | （吹き替え版なし）                            |
| 1995 | 誘惑のアフロディーテ Mighty Aphrodite                                   |                                   |                                                                                            | （吹き替え版なし）                            |
| 1995 | サブリナ Sabrina                                                        | スコット                          | 江川央生                                                                                   |                                               |
| 1996 | 判決前夜/ビフォア・アンド・アフター Before and After                    | 法廷の観衆                        | クレジットなし                                                                             | TBA                                           |
| 1997 | フェイク Donnie Brasco                                                  | FBIの技術者                       |                                                                                            | TBA                                           |
| 1997 | プライベート・パーツ Private Parts                                      | ケニー                            | 塩屋浩三                                                                                   |                                               |
| 1997 | ベスト・フレンズ・ウェディング My Best Friend's Wedding                 | リチャード                        | TBA                                                                                        |                                               |
| 1997 | 地球は女で回ってる Deconstructing Harry                                 | アボット教授                      | （吹き替え版なし）                                                                         |                                               |
| 1998 | トラブル・トラベル/パパは一人で大騒ぎ! Tourist Trap                     | ジェレマイア・パイパー            | テレビ映画                                                                                 |                                               |
| 1998 | トゥルーマン・ショー The Truman Show                                    | コントロール室のディレクター      |                                                                                            | 大川透（ソフト版） 桐本琢也（フジテレビ版）   |
| 1998 | ドクター・ドリトル Doctor Dolittle                                      | ブレイン                          | クレジットなし                                                                             | 西村知道（ソフト版） 野島昭生（日本テレビ版） |
| 1998 | プライベート・ライアン Saving Private Ryan                              | ウィリアム・ヒル軍曹              |                                                                                            | 宝亀克寿（ソフト版） 田中正彦（テレビ朝日版） |
| 1998 | 交渉人 The Negotiator                                                   | ルディ・ティモンズ                | 岩崎ひろし（ソフト版） 後藤哲夫（テレビ朝日版）                                            |                                               |
| 1998 | セーフ・メン Safe Men                                                   | Veal Chop                         |                                                                                            |                                               |
| 1998 | ザ・ジャーナリスト Winchell                                             | ハーマン・カーフェルド            | テレビ映画                                                                                 |                                               |
| 1999 | クレイドル・ウィル・ロック Cradle Will Rock                             | カルロ                            |                                                                                            | TBA                                           |
| 1999 | マン・オン・ザ・ムーン Man on the Moon                                  | ボブ・ズムダ                      | 桐本拓哉                                                                                   |                                               |
| 2000 | ウーマン ラブ ウーマン If These Walls Could Talk 2                      | テッド                            | テレビ映画                                                                                 | 大川透                                        |
| 2000 | ビッグママ・ハウス Big Momma's House                                    | ジョン                            |                                                                                            | 牛山茂                                        |
| 2000 | デュエット Duets                                                        | トッド・ウッズ                    |                                                                                            |                                               |
| 2001 | ストーリーテリング Storytelling                                         | トビー・オクスマン                |                                                                                            |                                               |
| 2001 | PLANET OF THE APES/猿の惑星 Planet of the Apes                          | リンボー                          | 岩崎ひろし（ソフト版） 斎藤志郎（日本テレビ版） 宝亀克寿（機内上映版）                     |                                               |
| 2002 | ビッグ・ライアー Big Fat Liar                                           | マーティ・ウルフ                  | 牛山茂                                                                                     |                                               |
| 2002 | サンダーパンツ! Thunderpants                                            | ジョンソン・J・ジョンソン         | 田中正彦                                                                                   |                                               |
| 2003 | アメリカン・スプレンダー American Splendor                              | ハービー・ピーカー                | 後藤哲夫                                                                                   |                                               |
| 2003 | コンフィデンス Confidence                                               | ゴードー                          | 辻親八                                                                                     |                                               |
| 2003 | ペンタゴン文書/合衆国の陰謀 The Pentagon Papers                         | アンソニー・ルッソ                | テレビ映画                                                                                 |                                               |
| 2003 | ペイチェック 消された記憶 Paycheck                                      | ショーティ                        |                                                                                            | 後藤哲夫（ソフト版） 牛山茂（テレビ朝日版）   |
| 2004 | サイドウェイ Sideways                                                   | マイルス                          | ニューヨーク映画批評家協会賞 主演男優賞受賞 インディペンデント・スピリット賞主演男優賞受賞 | 安原義人                                      |
| 2005 | ロボッツ Robots                                                         | ティム                            | 声の出演                                                                                   | 三ツ矢雄二                                    |
| 2005 | シンデレラマン Cinderella Man                                           | ジョー・グールド                  |                                                                                            | 岩崎ひろし                                    |
| 2006 | アステリックスとヴァイキング Asterix and the Vikings                    | アステリックス                    | 声の出演                                                                                   | （吹き替え版なし）                            |
| 2006 | 幻影師アイゼンハイム The Illusionist                                    | ウール警部                        |                                                                                            | 宗矢樹頼                                      |
| 2006 | レディ・イン・ザ・ウォーター Lady in the Water                          | クリーブランド・ヒープ            |                                                                                            | 清水明彦                                      |
| 2006 | アントブリー The Ant Bully                                              | スタン・ビールス                  | 声の出演                                                                                   | 後藤敦                                        |
| 2007 | シューテム・アップ Shoot 'Em Up                                         | ハーツ                            |                                                                                            | 大川透                                        |
| 2007 | 私がクマにキレた理由 The Nanny Diaries                                  | ミスターX                         | 青山穣                                                                                     |                                               |
| 2007 | ブラザーサンタ Fred Claus                                               | ニック・“サンタ”・クロース        | 高木渉                                                                                     |                                               |
| 2008 | ロケットベルト Pretty Bird                                              | リック                            |                                                                                            |                                               |
| 2009 | デュプリシティ 〜スパイは、スパイに嘘をつく〜 Duplicity                 | リチャード・ガーシック            | 岩崎ひろし                                                                                 |                                               |
| 2009 | 終着駅 トルストイ最後の旅 The Last Station                              | ウラジミール・チェルトコフ        | 岩崎ひろし                                                                                 |                                               |
| 2010 | バーニーズ・バージョン ローマと共に Barney's Version                    | バーニー                          | ゴールデングローブ賞 主演男優賞 (ミュージカル・コメディ部門) 受賞                          | （吹き替え版なし）                            |
| 2011 | WIN WIN ダメ男とダメ少年の最高の日々 Win Win                            | マイク                            |                                                                                            | 安原義人                                      |
| 2011 | アイアンクラッド Ironclad                                               | ジョン王                          | （吹き替え版なし）                                                                         |                                               |
| 2011 | ハングオーバー!! 史上最悪の二日酔い、国境を越える The Hangover: Part II | キングズリー                      | 辻親八                                                                                     |                                               |
| 2011 | スーパー・チューズデー 〜正義を売った日〜 The Ides Of March             | トム・ダフィー                    | 駒谷昌男                                                                                   |                                               |
| 2012 | コズモポリス Cosmopolis                                                 | ベノ・レヴィン                    | 岩崎ひろし                                                                                 |                                               |
| 2012 | ロック・オブ・エイジズ Rock of Ages                                     | ポール・ギル                      | TBA（機内上映版）                                                                          |                                               |
| 2012 | クリーチャーズ 異次元からの侵略者 John Dies at the End                  |                                   | 兼製作総指揮                                                                               |                                               |
| 2013 | Romeo and Juliet                                                        |                                   |                                                                                            | N/A                                           |
| 2013 | コングレス未来学会議 The Congress                                       | バーカー博士                      | （吹き替え版なし）                                                                         |                                               |
| 2013 | Almost Christmas                                                        |                                   | N/A                                                                                        |                                               |
| 2013 | ターボ Turbo                                                            | チェット                          | 声の出演                                                                                   | 岩崎ひろし                                    |
| 2013 | それでも夜は明ける 12 Years a Slave                                     | セオフィラス・フリーマン          |                                                                                            | 西村太佑                                      |
| 2013 | ウォルト・ディズニーの約束 Saving Mr. Banks                             | ラルフ                            | 石住昭彦                                                                                   |                                               |
| 2013 | パークランド ケネディ暗殺、真実の4日間 Parkland                         | エイブラハム・ザプルーダー        | 佐々健太                                                                                   |                                               |
| 2014 | アメイジング・スパイダーマン2 The Amazing Spider-Man 2                  | アレクセイ・シツェビッチ / ライノ | 楠見尚己                                                                                   |                                               |
| 2014 | ボヴァリー夫人 Madame Bovary                                            | オメー                            | （吹き替え版なし）                                                                         |                                               |
| 2015 | ラブ&マーシー 終わらないメロディー Love & Mercy                         | ユージーン・ランディ博士          | （吹き替え版なし）                                                                         |                                               |
| 2015 | カリフォルニア・ダウン San Andreas                                      | ローレンス                        | 田中完                                                                                     |                                               |
| 2015 | リトルプリンス 星の王子さまと私 The Little Prince                       | 教授                              | 声の出演                                                                                   | 壤晴彦                                        |
| 2015 | ストレイト・アウタ・コンプトン Straight Outta Compton                   | ジェリー・ヘラー                  |                                                                                            | 上田燿司                                      |
| 2016 | モーガン プロトタイプL-9 Morgan                                         | アラン・シャピロ博士              | 野島昭生                                                                                   |                                               |
| 2016 | ラチェット&クランク THE MOVIE Ratchet & Clank                           | ドレック                          | 声の出演                                                                                   | 後藤哲夫                                      |
| 2018 | 孤独なふりした世界で I Think We're Alone Now                            | パトリック                        |                                                                                            | （吹き替え版なし）                            |
| 2018 | プライベート・ライフ Private Life                                       | リチャード                        | 根本泰彦                                                                                   |                                               |
| 2018 | The Catcher Was a Spy                                                   | サミュエル・ゴーズミット          | N/A                                                                                        |                                               |
| 2021 | ガンパウダー・ミルクシェイク Gunpowder Milkshake                        | ネイサン                          | 佐々木薫                                                                                   |                                               |
| 2021 | ジャングル・クルーズ Jungle Cruise                                      | ニーロ                            | 魚建                                                                                       |                                               |
| 2021 | 星の消えた空に A Mouthful of Air                                        | シルヴェスター医師                | （吹き替え版なし）                                                                         |                                               |
| 2023 | ホールドオーバーズ 置いてけぼりのホリディ The Holdovers                 | ポール・ハナム                    | 高木渉                                                                                     |                                               |
| 2025 | Downton Abbey: The Grand Finale                                         | ハロルド・レヴィンソン            |                                                                                            |                                               |
| TBA  | Untitled Jesse Eisenberg musical comedy                                 |                                   |                                                                                            |                                               |

### テレビシリーズ
| 年        | 題名                                    | 役名                   | 備考 | 吹替     |
| --------- | --------------------------------------- | ---------------------- | --- | -------- |
| 2008      | John Adams                              | ジョン・アダムス       | ミニシリーズ エミー賞主演男優賞（ミニシリーズ・テレビ映画部門）受賞 ゴールデングローブ賞男優賞（ミニシリーズ・テレビ映画部門）受賞 全米映画俳優組合賞男優賞（テレビ映画・ミニシリーズ部門）受賞 | N/A      |
| 2013      | ダウントン・アビー Downton Abbey        | ハロルド・レヴィンソン | ゲスト出演 | 後藤哲夫 |
| 2018-2019 | ビリオンズ Billions                     | チャールズ・ローズ     | 計84話出演 | 坂詰貴之 |
| 2020-2022 | リック・アンド・モーティ Rick and Morty | ストーリーロード       | 声の出演 計2話出演 |          |
| 2025      | ブラック・ミラー Black Mirror           | フィリップ・コナーシー | 第7シーズン第5話「ユーロジー」 | 石住昭彦 |
| 2026      | Star Trek: Starfleet Academy            | Nus Brak               | |          |

## 参照
1. ↑  Gross, Terry (2004年2月13日). “Actor Paul Giamatti”. NPR 2007年5月31日閲覧。